# Nierembergia scoparia
Espèce
Classification APG III (2009)
Nierembergia scoparia est une espèce de plantes de la famille des Solanacées originaire d'Amérique du Sud.

## Position taxinomique
Otto Sendtner décrit cette plante en 1846 à partir d'un échantillon originaire du sud du Brésil.
Michel Charles Durieu de Maisonneuve décrit, en 1866, une plante sous le nom de Nierembergia frutescens Durieu, plante issue de graines originaires des Andes chiliennes qui lui ont été adressées. Cette espèce s'est révélée être un synonyme de Nierembergia scoparia.
Trois variétés botaniques sont référencées :
- Nierembergia scoparia var. breviflora Millán (1941)
- Nierembergia scoparia var. glaberrima Millán (1941)
- Nierembergia scoparia var. longipedicellata Millán (1941)

## Description
Il s'agit d'une plante vivace buissonnante, de moins de cinquante centimètres de haut. Elle ne supporte cependant pas le gel.
Ses tiges sont très ramifiées et dressées verticalement. Les feuilles sont linéaires, sessiles ou faiblement pédonculées, d'environ cinq centimètres de long.
Les fleurs, nombreuses sur les ramifications, opposées au feuilles, blanches, teintées de bleu et jaune au cœur, ont de 2,5 à 5 cm de diamètre. Le tube de la corolle est frêle et le calice cylindrique.
Nierembergia scoparia bénéficie d'une longue floraison estivale.
Cette espèce compte 18 chromosomes,

## Distribution
Nierembergia scoparia est originaire d'Amérique du sud : Brésil, Chili.

## Utilisation
Nierembergia scoparia est maintenant utilisée depuis plus d'un siècle comme plante ornementale en France, moins diffusée cependant que les pétunias et de nombreux établissements horticoles la proposent, ainsi que des variétés horticoles comme :
- Nierembergia scoparia 'Mont Blanc' (variété blanche)
- Nierembergia scoparia 'Purple Robe',
- Nierembergia scoparia 'Summer Splash White'

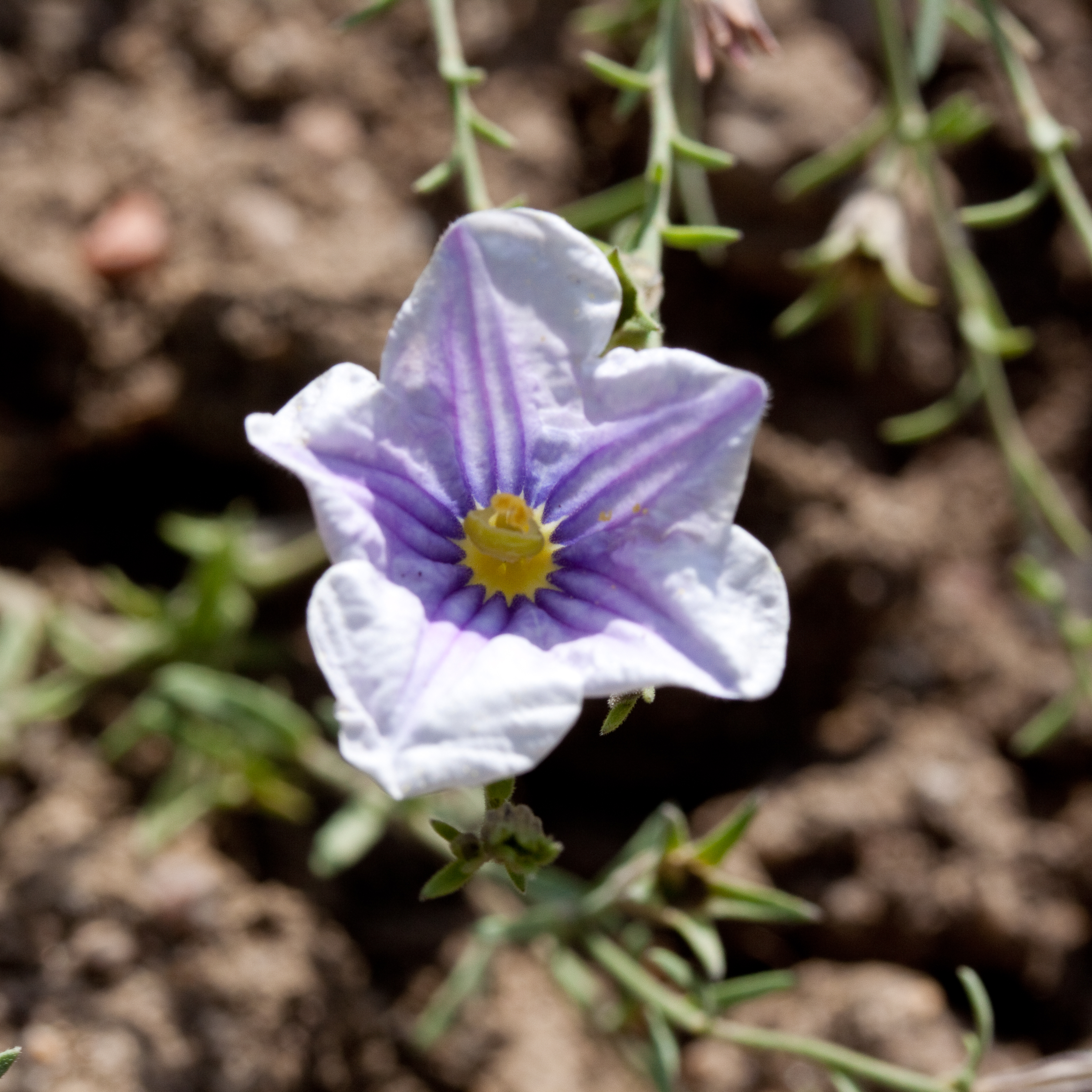
Fleur.
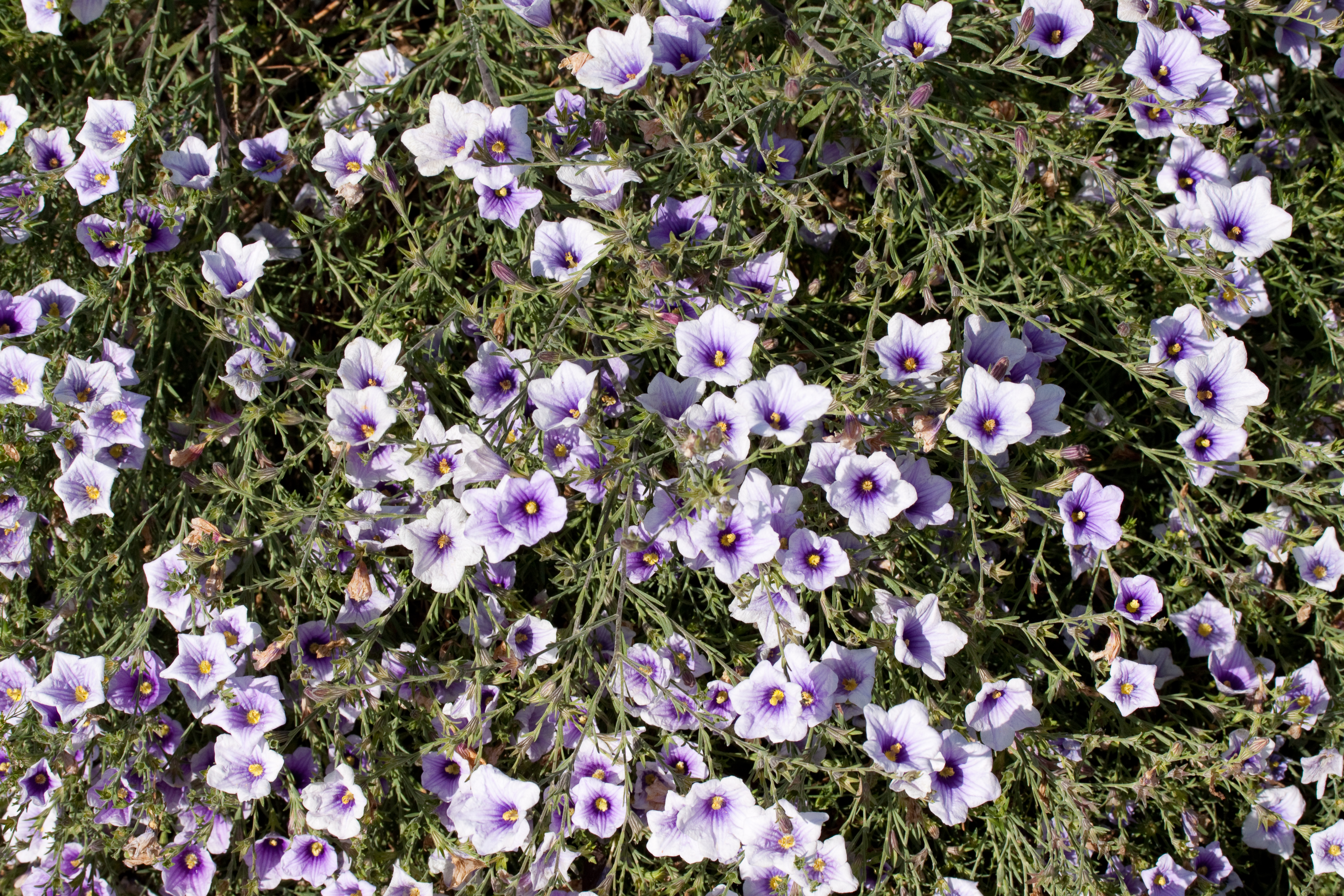
Fleurs lors de la période florifère.
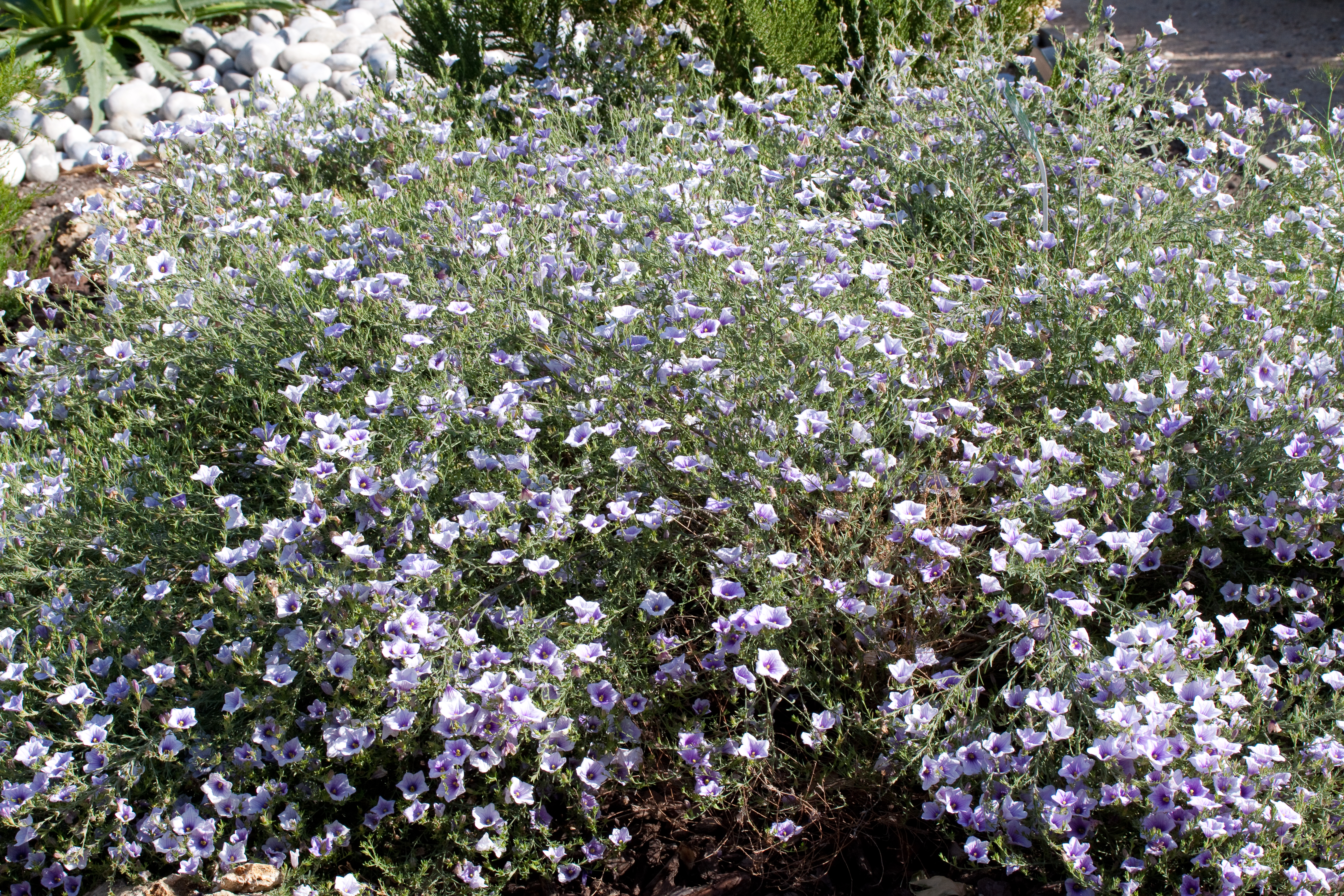
Port général en fleur.
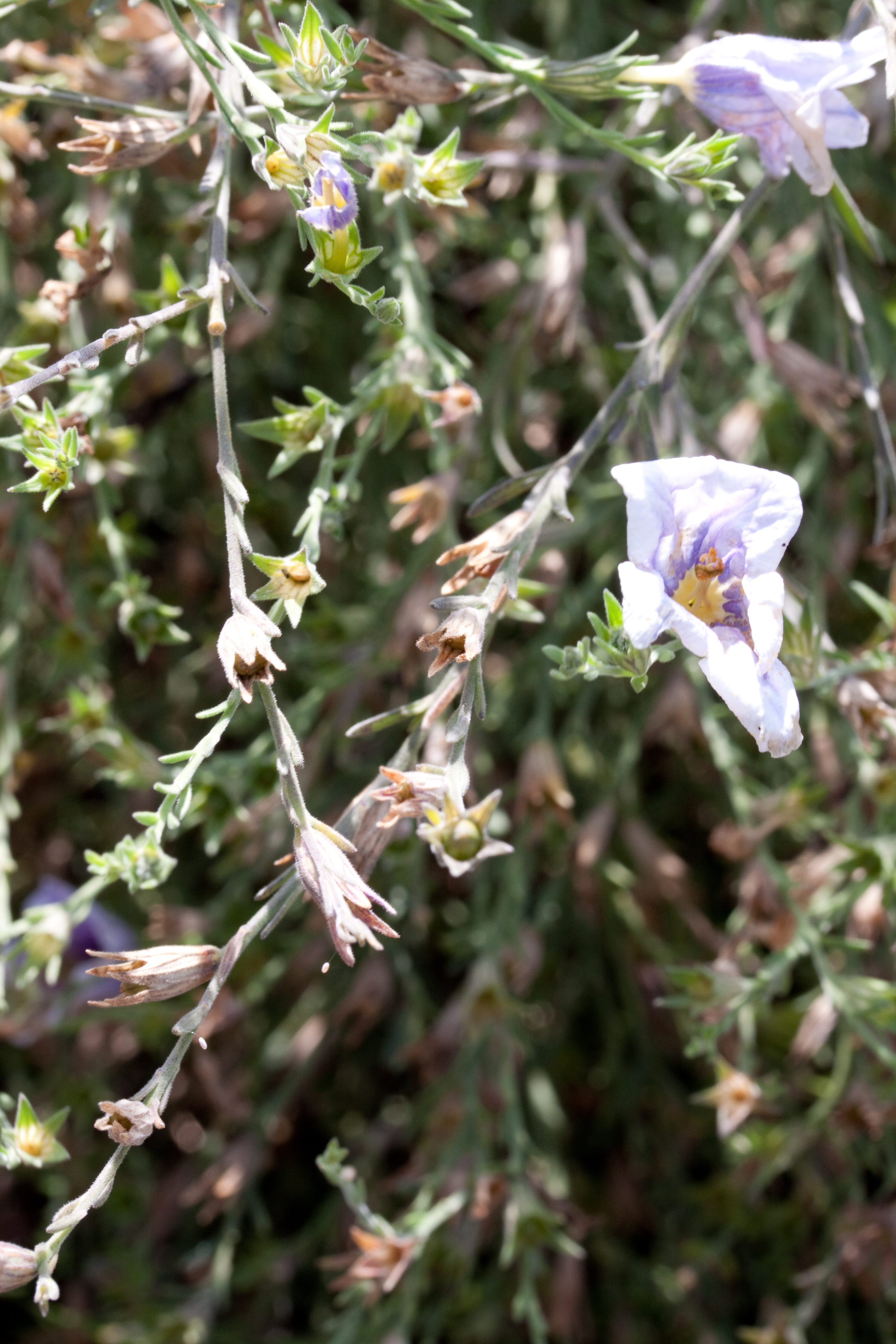
Fructification.